# 索夫奧馬爾岩洞
索夫奧馬爾岩洞（Sof Omar Caves）位於埃塞俄比亞東南部，座標6°55′N 40°45′E / 6.917°N 40.750°E，全長15.1公里（9.4英哩），威伊布河流經岩洞。

## 历史
岩洞在1897年被發現，有資料聲稱它是全非洲最長的岩洞群和全球第二長的岩洞群。伊斯蘭教和當地宗教均視岩洞為神聖的地方。

## 外部連結
- Sof Omar Caves at ShowCaves.com